# Берси
Берси́ (фр. Bercy) — 47-й административный квартал XII округа Парижа. Расположен в восточной части города, рядом с Венсенским лесом. До 1860 года — самостоятельный город с 15 тыс. жителей, ещё раньше — владение семейства Монморанси с барочным замком XVII века (архитектор Луи Лево).
Здесь расположены обширный парк Берси (площадь 14 га), современное здание министерства финансов, крупный спортивно-концертный комплекс и французская синематека. В Берси находится железнодорожный вокзал Берси-Бургонь-Пэи д’Овернь.
До Берси можно добраться на метро (линии 6 и 14: станции Берси и Кур-Сент-Эмильон). На автомобиле до квартала можно доехать через бульвар Периферик до выезда на трассу A4.